# Espagnol hondurien
L'espagnol hondurien (espagnol : español hondureño) est la variante de l'espagnol employée au Honduras et dans les zones frontalières avec le Guatemala, le Salvador et le Nicaragua. L'espagnol hondurien est parlé par la population hondurienne et par les personnes affiliées à cette nation d'Amérique centrale.

## Phonologie
- L'espagnol du Honduras, en tant que variété centraméricaine, prononce la fricative /x/, représentée à l'écrit par ⟨j⟩ et ⟨g⟩, comme une simple aspiration [h][2].
- /ʝ/ est parfois élidé au contact des voyelles précédentes[2].
- Le mot-final /n/ est vélarisé en [ŋ][2].
- Le /s/ est souvent aspiré ou élidé en position finale de mot ou de syllabe. Comme une extension apparente de ceci, il peut même être aspiré dans des environnements initiaux de mot ou médians de mot, initiaux de syllabe. Cette aspiration médiane du mot est plus fréquente près des frontières de morphèmes et dans le pronom nosotros, « nous ». La réduction de /s/ est plus fréquente dans le nord du Honduras. Elle est moins fréquente dans les régions du département de Copán, près de la frontière guatémaltèque, à Comayagua et dans les classes supérieures de Tegucigalpa[3].